# Praia Mole

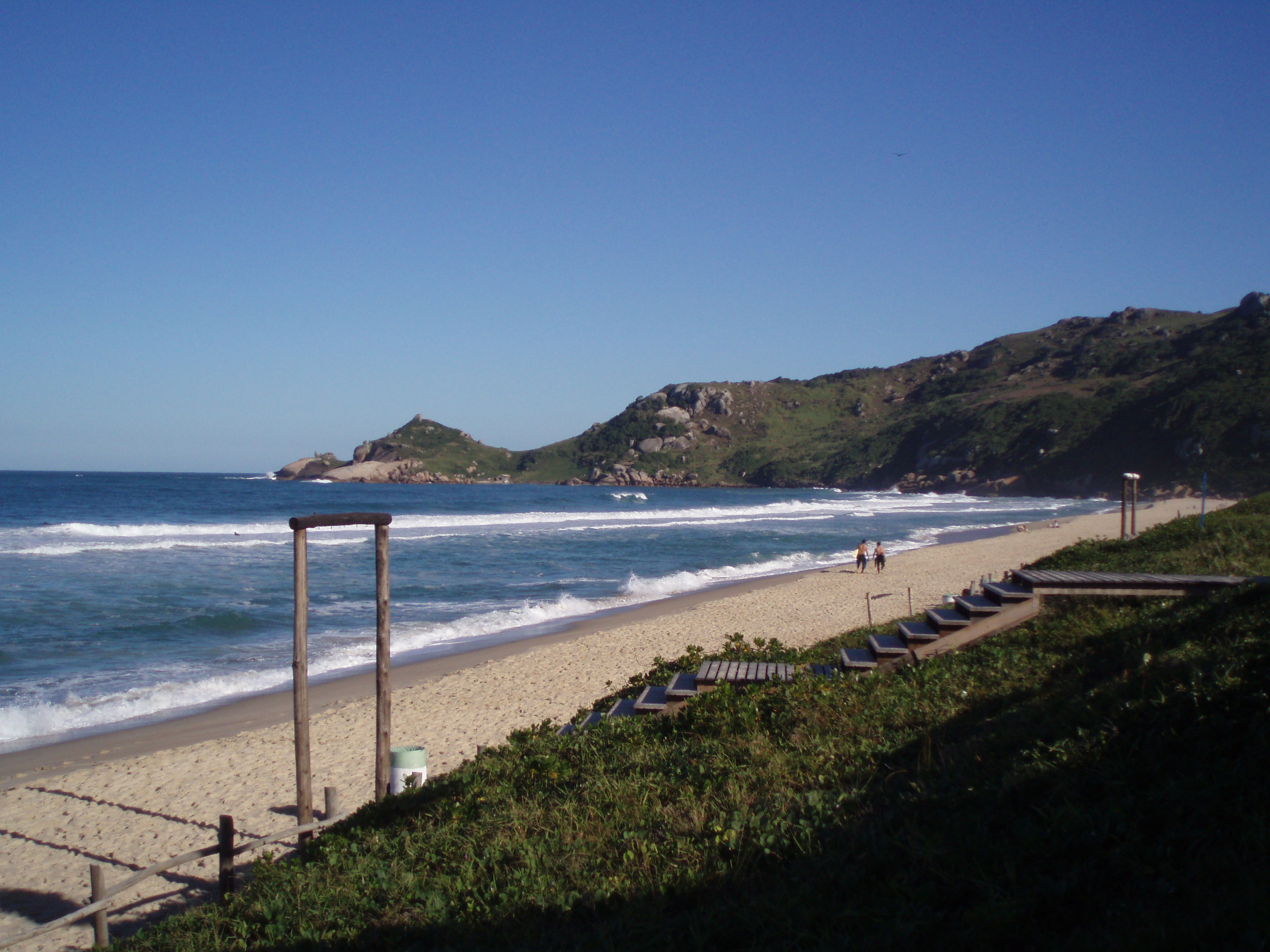
Vue du sud de la praia Mole

Praia Mole est une plage de la municipalité de Florianópolis, au Brésil. Elle se situe à l'est de l'île de Santa Catarina, face à l'océan Atlantique, à environ 15 km du centre ville.
Point de rencontre de la jeunesse de l'île, elle doit son nom (mole signifie « mou » en français) à son sable fin et mou. Elle est fréquentée notamment par les surfeurs et les parapentistes qui utilisent les reliefs du sud de la plage comme rampe de décollage.